# Maryon Pittman Allen
Maryon Pittman Allen (ur. 30 listopada 1925, zm. 23 lipca 2018.) – amerykańska dziennikarka, autorka i wykładowczyni, która przez pół roku zasiadała w Senacie Stanów Zjednoczonych.
Urodziła się w Meridian w stanie Missisipi, a w roku 1926 wraz z rodziną przeprowadziła się do Birmingham w Alabamie. Ukończyła studia na University of Alabama, po czym pracowała jako dziennikarka, autorka, wykładowczyni i redaktorka. Prezydent Gerald Ford mianował ją w roku 1974 przewodniczącą Komisji ds. Sztuki przy Blair House (części kompleksu Białego Domu).
Maryon Pittman była żoną Jamesa Allena, który w latach 1969-1978 był Senatorem z Alabamy, reprezentującym Partię Demokratyczną. Kiedy zmarł, gubernator George Wallace mianował wdowę po nim na to stanowisko. Maryon zasiadała w Senacie przez około pół roku (8 czerwca – 7 listopada 1978). Nie udało jej się uzyskać nominacji demokratów na pełną kadencję (wybory wygrał, pokonując ją w prawyborach, Donald W. Stewart).
Po zakończeniu swej krótkiej kariery politycznej Maryon Pittman Allen była m.in. felietonistką „The Washington Post” (1978-1981).